# Journal of Biomolecular NMR
Das Journal of Biomolecular NMR, abgekürzt J. Biomol. NMR, ist eine wissenschaftliche Zeitschrift, die vom Springer-Verlag veröffentlicht wird. Die erste Ausgabe erschien im Mai 1991. Derzeit erscheint die Zeitschrift monatlich. Der Focus der Artikel liegt auf der Anwendung der NMR-Spektroskopie für die Strukturuntersuchung von Biopolymeren.
Der Impact Factor lag im Jahr 2019 bei 2,634. Nach der Statistik des ISI Web of Knowledge wurde das Journal 2014 in der Kategorie Biochemie und Molekularbiologie an 116. Stelle von 289 Zeitschriften und in der Kategorie Spektroskopie an achter Stelle von 44 Zeitschriften geführt.
Chefredakteur ist Arthur G. Palmer III, Columbia University, New York, Vereinigte Staaten von Amerika.